# Divočina Goat Rocks
Divočina Goat Rocks se nachází v národních lesích Gifforda Pinchota a Mount Baker-Snoqualmie v Kaskádovém pohoří v americkém státě Washington. Nachází se na jih od silnice U.S. Route 12 a jejím hlavním útvarem jsou Kozí skály, tedy Goat Rocks, nesoucí jméno po početných populacích kamzíka běláka (angl. Mountain Goat) kolem nich.
3 700 metrů vysoký, kolem dvou milionů let nečinný vulkán kdysi dominoval zdejší krajině. Erodovaný zbytek sopky nyní představuje několik zvrásněných vrcholků dosahujících nadmořské výšky 2 100 metrů. Zdejší nejvyšší bod, zvaný Gilbert Peak, dosahuje výšky 2 494 metrů nad mořem. Na zastíněných severních svazích hor se nachází několik ledovců, mezi nimi i Packwoodův, Meadeův nebo Conradův ledovec. Vodu z divočiny odvádějí řeky Tieton, Cispus a Kaulická řeka. Nejnižší bod v divočině leží v nadmořské výšce 890 metrů, nedaleko Packwoodova jezera.
Hodnota zdejšího území byla poprvé uznána roku 1931, kdy bylo 180 km² nynější divočiny označeno správou lesů jako původní území. V roce 1935 bylo toto označení rozšířeno na 293 km² půdy. V roce 1940 bylo přidáno další území, takže celková rozloha už čítala 335 km², a náčelník správy lesů se jej rozhodl jmenovat divokým územím.
Poté, co Kongres schválil v roce 1964 zákon o divočinách, se území automaticky stalo divočinou. Kongres pak v roce 1984 navýšil rozlohu divočiny do nynější podoby. Správa lesů se zde snaží o kombinaci ochrany vylepšení divokého prvku zdejšího území s využitím pro člověka a rekreací.
Skrz Kozí skály prochází i transkontinentální turistická stezka Pacific Crest Trail, která spojuje Mexiko a Kanadu. Část stezky ve státě Washington byla dokončena už roku 1935 jako Washington Cascade Crest Trail a v roce 1968 byla teprve připojena k transkontinentální stezce samotné. Na jihovýchodní straně divočiny se nachází Jakamská indiánská rezervace, kam je zakázán přístup veřejnosti kromě turistů cestujících právě po slavné stezce.